# Plešin
Plešin (Servisch cyrillisch Плешин) is een plaats in de Servische gemeente Raška. De plaats telt 222 inwoners (2002).